# المرسى الكبير
المرسى الكبير إحدى بلديات ولاية وهران الجزائرية. احتلها رامون دي كاردونا سنة 1505 خلال حملات في شمال أفريقيا.
ميناء مرسى الكبير هو أكبر قاعدة عسكرية بحرية في الوطن العربي وعلى مستوى البحر الأبيض المتوسط، المرسى الكبير جزء منه مبني داخل الجبل ويتواجد غرب مدينة وهران وهوا أكبر قاعدة بحرية مضادة للأسلحة النووية في البحر المتوسط.

### تاريخ

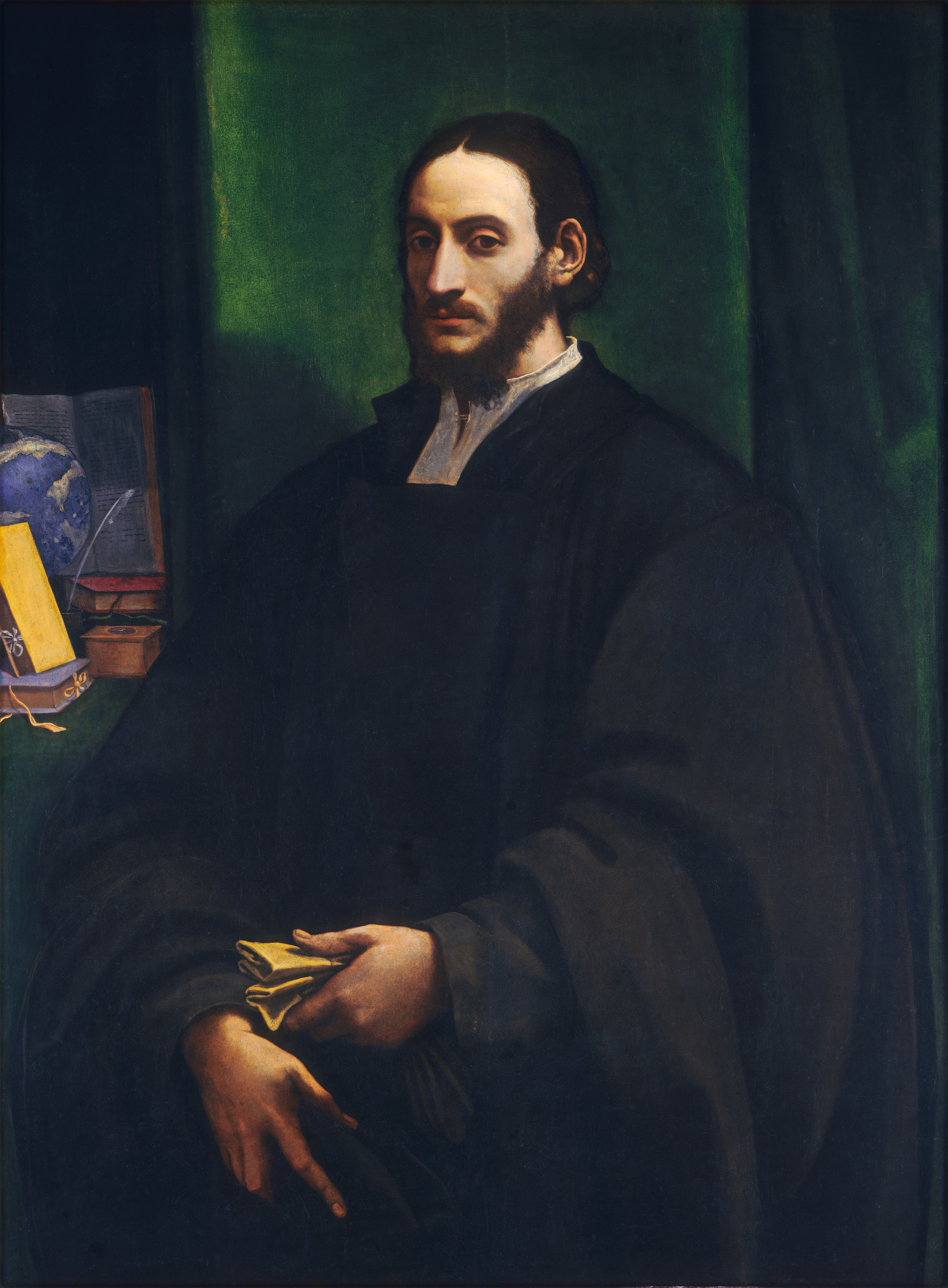
حسن الوزان

## جغرافيا

### العهد الزياني
وصفها الرحالة الشهيرالحسن الوزان في كتابه الشهير وصف إفريقيا:
| المرسى الكبير | وهي مدينة صغيرة أسسها ملوك تلمسان في زمننا على شاطىء البحر المتوسط على مسافة بضعة أميال من وهران. ومعنى اسمها الميناء الكبير ، إذ يوجد هناك ميناء لا اعتقد أن له مثيلا في العالم قاطبة ، إذ تستطيع مائة سفينة ومركب أن ترسو فيه بكل راحة ، في مأمن من كل عاصفة ، أو أية زوبعة. وكان من عادة سفن البندقية التي تلجأ إليه في حالة هياج البحر أن ترسل بضائعها إلى وهران بواسطة القوارب. وعند ما يكون الطقس صحوا كانت تذهب بالفعل مباشرة إلى ساحل وهران. وقد سقطت هذه المدينة بقوة السلاح بأيدي الأسبان قبل سقوط وهران ببضعة أشهر | المرسى الكبير |

خريطة توضح وهران والمرسى الكبير

لفترة طويلة، كان هناك بعض الخلط بين مرسى الكبير ووهران. ومع ذلك، تجدر الإشارة إلى أنه منذ القرن العاشر كان المركز الحضري الرئيسي هو مدينة وهران، وهو ما يتوافق مع الموقع الحالي لمدينة وهران. ومن ناحية أخرى، لعبت المرسى الكبير دور الميناء، دون حضور يذكر للسكان المقيمين. فقط في القرن السادس عشر، عندما ذكر ليون الإفريقي المرسى الكبير، تم تصنيف الأخيرة كمدينة صغيرة بناها ملوك تلمسان8. تصف النصوص العربية الميناء بأنه محمي بشكل جيد مما يسمح بإنزال القوارب الكبيرة.

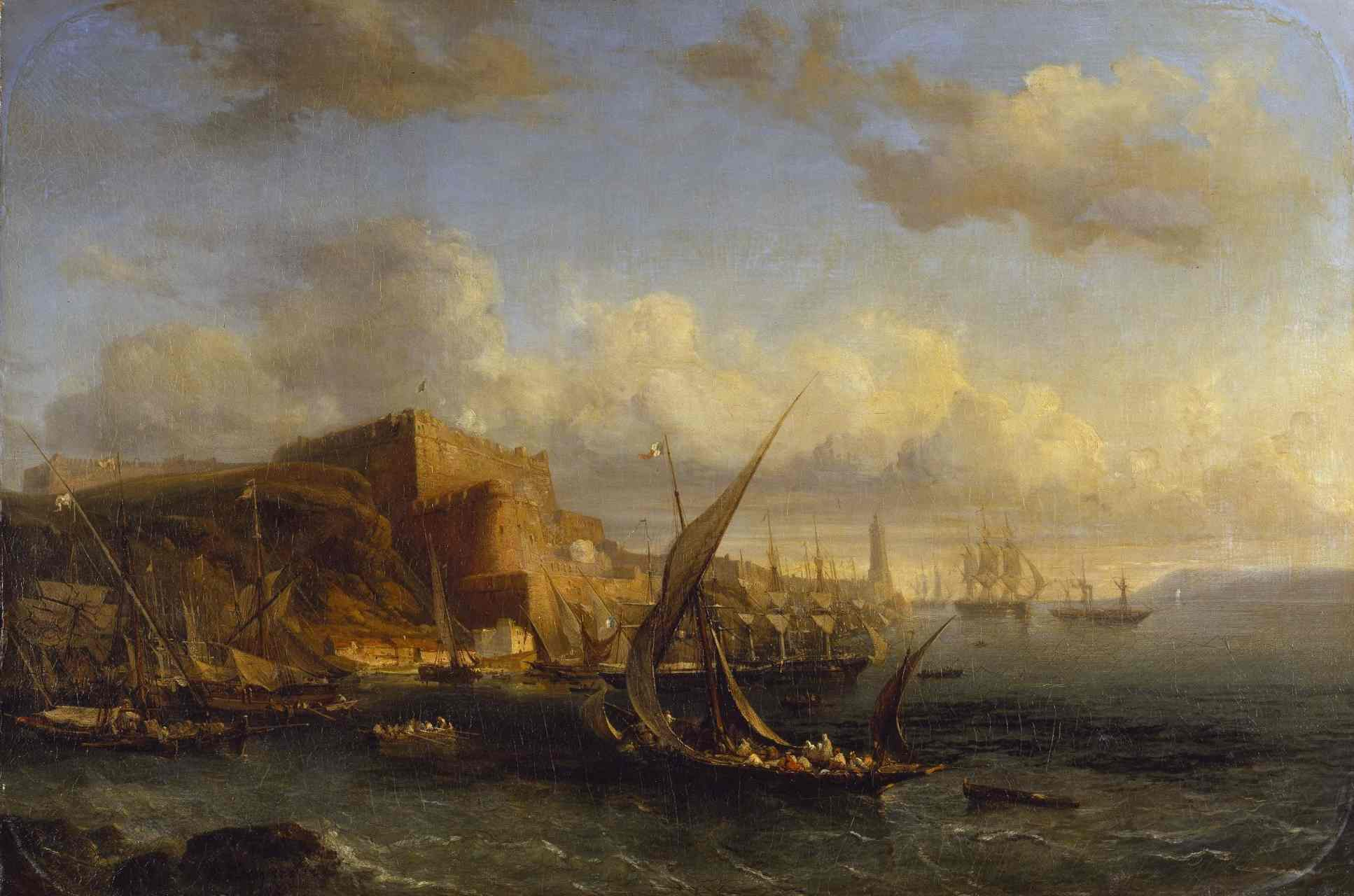
المرسى الكبير

في عام 1501 حاول البرتغاليون الاستيلاء على المدينة ولكن تم صدهم. احتلها الإسبان الذين استولوا عليها عام 1505  تحت حكم الكاردينال سيسنيروس واحتفظوا بها حتى استعادة وهران والمرسى الكبير عام 1792، باستثناء الفترة من 1708 إلى 17329. لقد كانت وهران ثمرة فترة طويلة من النضال الشرس والمثابر للجزائريين ضد الإسبان.
في عام 1563، شن بيلربي الجزائر حسن باشا هجومًا لاستعادة وهران والمرسى الكبير بقوات مكونة من قبائل مختلفة. استولى بسهولة على حصن القديسين ونظم حصارًا على المرسى الكبير في أبريل 1511. ولكن بعد عدة محاولات عبثية واشتباكات عسكرية، رفع الحصار في 8 يونيو. وكان لهذا الحدث التاريخي، الذي يعتبر من أكثر الأحداث دموية، تأثيرًا أدبيًا كبيرًا باللغتين العربية والإسبانية.

20 يناير 1708، عندما سقطت وهران في يد باي الغرب مصطفى بوشلاغم. وقاومت المرسى الكبير حتى 3 أبريل من نفس العام. وعلى الرغم من فشل هذه المحاولات العسكرية، إلا أن مناخًا دائمًا من انعدام الأمن ساد حول هذين المكانين، مما دفع إسبانيا إلى الرغبة في التخلي عن وهران مع الاحتفاظ بالمرسى الكبير، دون أن يؤتي هذا المشروع ثماره. وبعد حصار طويل وزلزال عام 1790، أعادت إسبانيا بحرية وطوعية المكانين إلى ولاية الجزائر العاصمة في عام 1792.

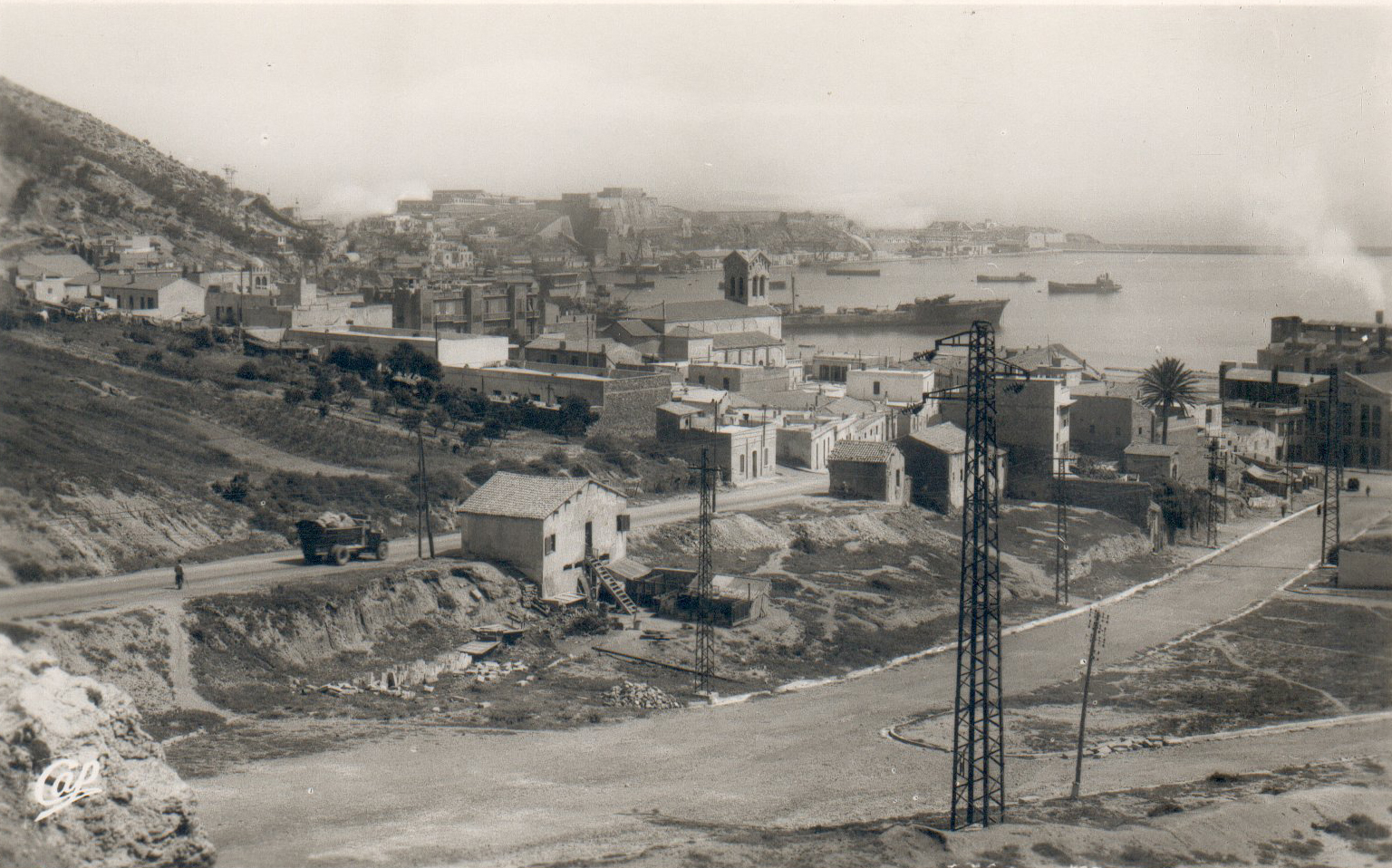
المرسى الكبير